# Nazionale femminile di calcio dell'Iran
La nazionale di calcio femminile dell'Iran è la rappresentativa calcistica femminile dell'Iran, gestita dalla locale federazione calcistica (FFIRI).
In base alla classifica emessa dalla FIFA il 15 marzo 2024, la nazionale femminile occupa il 61º posto del FIFA/Coca-Cola Women's World Ranking.
Come membro dell'AFC ha accesso alla partecipazione a varie competizioni internazionali tra cui la Coppa del Mondo e la Coppa d'Asia. Come membro della WAFF fino al 2014, ha preso parte al campionato organizzato dalla federazione dal 2005 al 2011, ottenendo tre secondi posti. Dal 2014 la federazione iraniana è affiliata alla CAFA, partecipando alle competizioni da essa organizzate.

## Storia

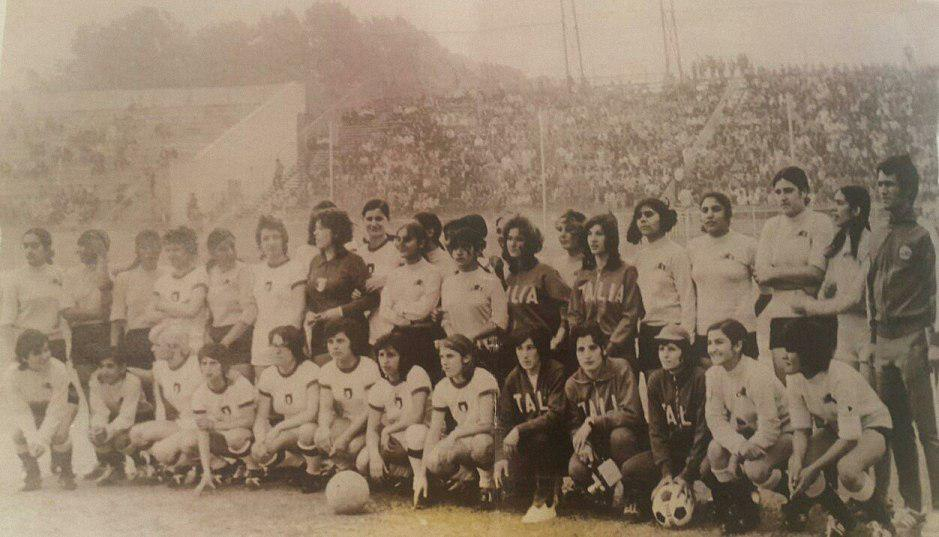
Foto di gruppo di una selezione nazionale persiana e di una selezione di calciatrici italiane in un'amichevole nel 1971 a Teheran.

Il calcio femminile fece la sua comparsa in Iran nel 1969 grazie a Farvis Abutaleb, il quale, di ritorno da un viaggio in Giappone, organizzò un mini torneo fra tre squadre nella capitale Teheran. L'evento riscosse l'apprezzamento dell'imperatrice Farah Pahlavi, la quale nel 1971 decise di invitare in Iran la nazionale italiana. Vennero giocate due partite allo stadio Amjadieh di Teheran, entrambe vinte dall'Italia: la prima, disputatasi il 7 maggio, per 2-0, mentre la seconda, disputata due giorni dopo, per 5-0.
Dopo la rivoluzione islamica del 1979 in Iran scattarono diversi divieti per le donne, tra cui assistere alle partite di calcio allo stadio, così che anche il calcio femminile ebbe una battuta d'arresto. La nazionale iraniana tornò a giocare una partita solamente nel 2005, in occasione della prima edizione del campionato della Federazione calcistica dell'Asia occidentale (WAFF), torneo che venne concluso al secondo posto alle spalle della Giordania. Il 28 aprile 2006 venne disputata a Teheran un'amichevole contro una rappresentativa tedesca, la BSV Al-Dersimspor, in quella che fu la prima partita di calcio femminile disputata in uno stadio dopo la rivoluzione del 1979 e davanti a sole spettatrici - la legge iraniana prevedeva che il calcio femminile potesse svolgersi solamente davanti a un pubblico femminile, solamente in edifici al chiuso e sempre indossando l'hijab.
Negli anni successivi la nazionale iraniana prese parte alle partite di qualificazione alla Coppa d'Asia e ai campionati organizzati dalla WAFF. Nel giugno 2011 la nazionale venne squalificata dal secondo turno del torneo asiatico di qualificazione ai Giochi della XXX Olimpiade dalla FIFA per il rifiuto a togliere lo hijab nella partita contro la Giordania, in ottemperanza al divieto imposto dalla FIFA alle calciatrici di indossare veli o altro durante le partite. Ne seguì un'accesa polemica con anche le accuse lanciate dal presidente iraniano Ahmadinejad verso la FIFA. Il 5 luglio 2012 il comitato esecutivo della FIFA diede il via libera all'uso del velo su base volontaria da parte delle calciatrici. Il 21 ottobre 2016 venne disputata la prima partita contro una squadra non asiatica, un'amichevole a Göteborg contro la Svezia, partita che vide la vittoria delle svedesi per 7-0.
Il 25 settembre 2021 a Tashkent, superando la Giordania ai tiri di rigore, l'Iran ha conquistato l'accesso per la prima volta alla fase finale della Coppa d'Asia 2022. La prima partecipazione a una fase finale si è conclusa con l'eliminazione al primo turno dopo le sconfitte contro la Cina per 0-7 e contro il Taipei cinese per 0-5, che seguirono allo 0-0 della partita d'esordio contro l'India, poi esclusa dal torneo.

## Partecipazione ai tornei internazionali
Legenda: Grassetto: Risultato migliore, Corsivo: Mancate partecipazioni

## Selezionatori
- 2005-2010:  Shahrzad Mozafar
- 2010-2012:  Maryam Irandoost[12]
- 2012-2013:  Helena Costa[13]
- 2014-2016:  Mahnaz Amirshaghaghi
- 2016-2020:  Maryam Azmoon
- 2021-2022:  Maryam Irandoost[12]
- 2022-:  Maryam Azmoon